# ABC4ü Bay 99
Der ABC4ü Bay 99 war ein Drehgestell-Durchgangswagen mit Seitengang, der mit der Blatt-Nr. 90 für die K.Bay.Sts.B. zum Einsatz im Schnellzugverkehr gebaut wurde. Er führte alle drei Klassen. Die Wagen waren für den Übergang zu fremden Bahnen geeignet und daher auch mit unterschiedlichen Bremssystemen sowie Signalstützen versehen.

## Konstruktive Merkmale

### Untergestell
Wie schon bei den Wagen nach Blatt 75 wurde der Grundrahmen des mit dem Wagenkasten verbundenen Untergestells komplett aus Holz aufgebaut, welches teilweise – z. B. für die äußeren Längsträger – mit aufgeschraubten Winkeleisen verstärkt wurde. Für die Querträger wurden ebenfalls hölzerne Profile verwendet. Man versprach sich durch diese Bauweise für hochwertige Wagen einen ruhigeren Lauf. Die hölzernen Querträger zur Aufnahme der Drehschemelpfannen wurden ebenfalls mit Winkeleisen armiert. Zur Unterstützung der äußeren Längsträger wurde wegen des großen Radstandes auf beiden Seiten ein Sprengwerk mit nachstellbaren Zugstangen angebaut. Die Pufferbohlen waren komplett aus Walzprofilen aufgebaut. Als Zugeinrichtung hatten die Wagen Schraubenkupplungen mit Sicherheitshaken nach VDEV, die Zugstange war durchgehend und mittig gefedert. Als Stoßeinrichtung besaßen die Wagen Stangenpuffer mit einer Einbaulänge von 650 mm, die Pufferteller hatten einen Durchmesser von 370 mm.

### Laufwerk
Die Wagen hatten Drehgestelle bayerischer Bauart mit kurzem Radstand von 2.500 mm mit aus Blechen und Winkeln genietetem Rahmen. Gelagert waren die Achsen in Gleitachslagern. Die Räder hatten Speichenradkörper und einen Raddurchmesser von 988 mm der Bayerischen Form 39.
Die Handbremsen befanden jeweils im geschlossenen Übergang an einem Wagenende. Alle Wagen waren mit Druckluftbremsen des Typs Westinghouse sowie mit Saugluftbremsen des Typs Hardy ausgestattet. Zusätzlich kamen noch bei einigen Wagen die Ausrüstung mit Bremsen des Systems Henry dazu.

### Wagenkasten
Das Wagenkastengerippe bestand aus einem hölzernen Ständerwerk. Es war außen mit Blech und innen mit Holz verkleidet. Die Seitenwände waren glatt und bis über die äußeren Längsträger heruntergezogen. Die Wagen besaßen ein Tonnendach der süddeutschen Bauart ohne Oberlichtaufbau.
Der Innenraum war in insgesamt sieben Abteile aufgeteilt. Das Abteil der 1. Klasse hatte insgesamt vier Polstersitze, die beiden Abteile der 2. Klasse jeweils sechs. Die vier Abteile der 3. Klasse waren mit Holzlattenbänken ausgestattet und boten je Abteil acht Sitzplätze. Für den militärischen Transport wurden sechzehn Plätze für Offiziere und vierundzwanzig für Mannschaften ausgewiesen. Die Abteile waren mit Schiebetüren zum Seitengang hin abgeschlossen.

### Ausstattung
An beiden Wagenenden befanden sich Aborte, die mit Waschgelegenheiten kombiniert waren.
Zur Beheizung verfügten die Wagen über eine Dampfheizung. Die Belüftung erfolgte über Dachlüfter bzw. über die versenkbaren Fenster.
Die Beleuchtung der Wagen der ersten Lieferserie erfolgte durch Gaslampen. Die zwei Vorratsbehälter hingen in Wagenlängsrichtung am Rahmen. Ab den 1930er Jahren erfolgte eine Umrüstung auf elektrische Beleuchtung.

## Bemerkungen
Im DRG Skizzenbuch von 1930 wird zwar ein Wagen der Gattung ABC4ü Bay 99/30 aufgeführt, es fehlen aber in der verfügbaren Literatur Nachweise über die betroffenen Wagen. Man muss daher annehmen, dass es nicht zu der geplanten Umrüstung kam.

## Skizzen, Musterblätter, Fotos

Ansicht zu Blatt 90 aus dem Verzeichnis von 1913

## Wagennummern
Die Daten sind dem Wagenpark-Verzeichnis der Kgl.Bayer.Staatseisenbahnen, aufgestellt nach dem Stande vom 31. März 1913, sowie den Büchern von Emil Konrad (Reisezugwagen der deutschen Länderbahnen, Band II) und  Alto Wagner (Bayerische Reisezugwagen) entnommen.
| Blatt-Nr. Herstelld.         | Blatt-Nr. Herstelld.         | Blatt-Nr. Herstelld.         | Gattungszeichen je Epoche Wagennummern je Epoche | Gattungszeichen je Epoche Wagennummern je Epoche | Gattungszeichen je Epoche Wagennummern je Epoche | Gattungszeichen je Epoche Wagennummern je Epoche | Gattungszeichen je Epoche Wagennummern je Epoche | Gattungszeichen je Epoche Wagennummern je Epoche | Gattungszeichen je Epoche Wagennummern je Epoche | Gattungszeichen je Epoche Wagennummern je Epoche | Fahrwerk / Ausstattung (siehe jeweilige Legende) | Fahrwerk / Ausstattung (siehe jeweilige Legende) | Fahrwerk / Ausstattung (siehe jeweilige Legende) | Fahrwerk / Ausstattung (siehe jeweilige Legende) | Fahrwerk / Ausstattung (siehe jeweilige Legende) | Fahrwerk / Ausstattung (siehe jeweilige Legende) | Fahrwerk / Ausstattung (siehe jeweilige Legende) | Fahrwerk / Ausstattung (siehe jeweilige Legende) | Fahrwerk / Ausstattung (siehe jeweilige Legende) | Fahrwerk / Ausstattung (siehe jeweilige Legende) | Zusatzinfos                                   | Zusatzinfos |
| Bau- jahr                    | Her- steller                 | Anz.                         | ab 1894                                          | ab 1907                                          | Rep. (1919)                                      | DR (ab 1923)                                     | DRG (ab 1930)                                    | DRG n. Umbau                                     | Ausge- mustert                                   | letzt. Heimat-Bf.                                | Brem- sen                                        | Bl.                                              | Hz.                                              | Art u.Anz. Abteile (Sitze je Klasse)             | Art u.Anz. Abteile (Sitze je Klasse)             | Art u.Anz. Abteile (Sitze je Klasse)             | Art u.Anz. Abteile (Sitze je Klasse)             | Art u.Anz. Abteile (Sitze je Klasse)             | Mil.                                             | Mil.                                             | Sig- nal- hlt.                                | Bemer- kung |
| Blatt-Nr. aus WV von Gattung | Blatt-Nr. aus WV von Gattung | Blatt-Nr. aus WV von Gattung | 1897 ABCCü                                       | 90 1913 ABCCü                                    |                                                  | ABC4ü Bay 99                                     | ABC4ü Bay 99                                     | ABC4ü Bay 99/30                                  |                                                  |                                                  |                                                  |                                                  |                                                  | A                                                | 1.                                               | 2.                                               | 3.                                               | 4.                                               | O                                                | M                                                |                                               |             |
| ---------------------------- | ---------------------------- | ---------------------------- | ------------------------------------------------ | ------------------------------------------------ | ------------------------------------------------ | ------------------------------------------------ | ------------------------------------------------ | ------------------------------------------------ | ------------------------------------------------ | ------------------------------------------------ | ------------------------------------------------ | ------------------------------------------------ | ------------------------------------------------ | ------------------------------------------------ | ------------------------------------------------ | ------------------------------------------------ | ------------------------------------------------ | ------------------------------------------------ | ------------------------------------------------ | ------------------------------------------------ | --------------------------------------------- | ----------- |
| 1904                         | MAN                          | 8                            | 1 409                                            | 1 409                                            |                                                  | 23 001 Reg                                       | 14 481 Reg                                       |                                                  | xx/193?                                          | Passau                                           | Pl Wsbr Anbr                                     | Ggl                                              | D                                                | 2                                                | 1 (4)                                            | 2 ½ (15)                                         | 4 (32)                                           |                                                  | 21                                               | 24                                               | AT                                            |             |
| 1904                         | MAN                          | 8                            | 1 410                                            | 1 410                                            |                                                  | 23 004 Mü                                        | 14 482 Mü                                        |                                                  | xx/193?                                          | München                                          | PL Wsbr Hnr Ahbr                                 | Ggl                                              | D                                                | 2                                                | 1 (4)                                            | 2 ½ (15)                                         | 4 (32)                                           | AT CH IT                                         | 21                                               | 24                                               |                                               |             |
| 1904                         | MAN                          | 8                            | 1 411                                            | 1 411                                            |                                                  | 23 005 Mü                                        | 14 483 Mü                                        |                                                  | 1945?                                            | München                                          | PL Wsbr Hnr Ahbr                                 | Ggl                                              | D                                                | 2                                                | 1 (4)                                            | 2 ½ (15)                                         | 4 (32)                                           | AT CH IT                                         | 21                                               | 24                                               |                                               |             |
| 1904                         | MAN                          | 8                            | 1 412                                            | 1 412                                            |                                                  | 23 003 Nür                                       | 14 484 Nür                                       |                                                  | 05/1949                                          | Ham.                                             | PL Wsbr Ahbr                                     | Ggl                                              | D                                                | 2                                                | 1 (4)                                            | 2 ½ (15)                                         | 4 (32)                                           | AT IT                                            | 21                                               | 24                                               | Altschadwagen                                 |             |
| 1904                         | MAN                          | 8                            | 1 413                                            | 1 413                                            |                                                  | 23 002 Reg                                       | 14 485 Mü                                        |                                                  | 07/1950                                          | Hamburg                                          | PL Wsbr Ahbr                                     | Ggl                                              | D                                                | 2                                                | 1 (4)                                            | 2 ½ (15)                                         | 4 (32)                                           | AT CH IT                                         | 21                                               | 24                                               | Altschadwagen wurde zu C4ü Bay 99 deklassiert |             |
| 1904                         | MAN                          | 8                            | 1 414                                            | 1 414                                            |                                                  | 23 006 Mü                                        | 14 486 Mü                                        |                                                  | xx/193?                                          | München                                          | PL Wsbr Ahbr                                     | Ggl                                              | D                                                | 2                                                | 1 (4)                                            | 2 ½ (15)                                         | 4 (32)                                           | AT CH IT                                         | 21                                               | 24                                               |                                               |             |
| 1904                         | MAN                          | 8                            | 1 415                                            | 1 415                                            |                                                  | 23 007 Mü                                        | 14 487 Mü                                        |                                                  | xx/193?                                          | München                                          | PL Wsbr Hnr Ahbr                                 | Ggl                                              | D                                                | 2                                                | 1 (4)                                            | 2 ½ (15)                                         | 4 (32)                                           | AT CH IT                                         | 21                                               | 24                                               |                                               |             |
| 1904                         | MAN                          | 8                            | 1 416                                            | 1 416                                            |                                                  | 23 008 Mü                                        | 14 488 Mü                                        |                                                  | 1945?                                            | München                                          | PL Wsbr Hnr Ahbr                                 | Ggl                                              | D                                                | 2                                                | 1 (4)                                            | 2 ½ (15)                                         | 4 (32)                                           | AT CH IT                                         | 21                                               | 24                                               |                                               |             |